# Brevicoryne shaposhnikovi
Brevicoryne shaposhnikovi är en insektsart. Brevicoryne shaposhnikovi ingår i släktet Brevicoryne och familjen långrörsbladlöss. Inga underarter finns listade i Catalogue of Life.